# Svinica
 Ovo je glavno značenje pojma Svinica. Za naselje u Slovačkoj pogledajte Svinica (Košice-okolie, Slovačka).
Svinica je naselje u Republici Hrvatskoj, u sastavu Općine Majur, Sisačko-moslavačka županija. 

## Stanovništvo
Prema popisu stanovništva iz 2001. godine, naselje je imalo 110 stanovnika te 59 obiteljskih kućanstava.
| broj stanovnika | 769   | 672   | 795   | 965   | 1075  | 1088  | 956   | 1102  | 876   | 895   | 829   | 725   | 556   | 436   | 110   | 114   | 63    |
|                 | 1857. | 1869. | 1880. | 1890. | 1900. | 1910. | 1921. | 1931. | 1948. | 1953. | 1961. | 1971. | 1981. | 1991. | 2001. | 2011. | 2021. |

## Sport
U naselju je postojao nogometni klub NK Svinica